# Солоњо (Ређо Емилија)
Солоњо је насеље у Италији у округу Ређо Емилија, региону Емилија-Ромања.
Према процени из 2011. у насељу је живело 229 становника. Насеље се налази на надморској висини од 715 м.